# Козино (Щолковський міський округ)
Ко́зино (рос. Козино) — присілок у складі Щолковського міського округу Московської області, Росія.

## Населення
Населення — 14 осіб (2010; 5 у 2002).
Національний склад (станом на 2002 рік):
- росіяни — 100 %